# Ullswater
Ullswater – jezioro w północno-zachodniej Anglii, w hrabstwie Kumbria, drugie pod względem wielkości jezioro parku narodowego Lake District.
Jezioro liczy 8,9 km² powierzchni, rozciąga się na długości 12 km i mierzy do 1 km szerokości. Lustro wody znajduje się na wysokości około 145 m n.p.m., a maksymalna głębokość jeziora wynosi 62 m.
Jezioro zasilane jest wodami licznych strumieni, a z jego północno-wschodniego krańca wypływa rzeka Eamont.
Nad jeziorem położone są wsie Pooley Bridge, Watermillock, Howtown, Glenridding i Patterdale.